# Phyllomyias plumbeiceps
El mosquerito coroniplomizo  (Phyllomyias plumbeiceps ), también denominado tiranuelo plomizo (en Colombia), tiranolete coroniplomizo (en Ecuador) o moscareta de corona plomiza (en Perú), es una especie de ave paseriforme de la familia Tyrannidae perteneciente al numeroso género Phyllomyias. Es nativo de regiones andinas del noroeste de América del Sur.

## Distribución y hábitat
Se distribuye localmente, de forma disjunta, a lo largo de la cordillera de los Andes, desde el centro de Colombia (cordilleras oriental y occidental), hacia el sur a lo largo de la pendiente oriental, en Ecuador, hasta el sur del Perú (hasta Cuzco).
Esta especie es considerada poco común y aparentemente local (tal vez sea apenas ignorada) en su hábitat natural, el estrato medio y el dosel de bosques montanos entre 1200 y 2200 m de altitud.

## Sistemática

### Descripción original
La especie P. plumbeiceps fue descrita por primera vez por el ornitólogo estadounidense George Newbold Lawrence en 1869 bajo el nombre científico Pogonotriccus plumbeiceps; su localidad tipo es: «Bogotá, Colombia».

### Etimología
El nombre genérico masculino «Phyllomyias» se compone de las palabras del griego «φύλλον» (phúllon) que significa ‘hoja’, y de la forma neolatina «myias» que significa ‘atrapamoscas’, a su vez derivado del griego  «μυῖα, μυῖας» (muĩa, muĩas) que significa ‘mosca’; y el nombre de la especie «plumbeiceps», se compone de las palabras del latín «plumbeus» que significa ‘plomizo’, y «ceps» que significa ‘de cabeza’.

### Taxonomía
Estuvo en el pasado colocada en un género Oreotriccus junto a Phyllomyias griseocapilla. Es monotípica.
El género Phyllomyias como constituido actualmente puede ser polifilético; para definir los límites del género, se requieren análisis filogenéticos objetivos, utilizando características moleculares y anatómicas. Evidencias anatómicas sugieren que la presente especie, Phyllomyias fasciatus, Phyllomyias griseiceps y Phyllomyias weedeni forman un clado que puede no estar emparentado con otras del género, algunas de los cuales o todas posiblemente estarían mejor colocadas en un género resucitado Tyranniscus.